# Solanum multiglochidiatum
Solanum multiglochidiatum är en potatisväxtart som beskrevs av Karel Domin. Solanum multiglochidiatum ingår i släktet skattor som ingår i familjen potatisväxter. Inga underarter finns listade i Catalogue of Life.